# Patinatge de velocitat als Jocs Olímpics d'hivern de 1980
Als Jocs Olímpics d'Hivern de 1980 celebrats a la ciutat de Lake Placid (Estats Units) es disputaren nou proves de patinatge de velocitat sobre gel, cinc en categoria masculina i quatre més en categoria femenina. Les proves es realitzaren entre els dies 14 i 23 de febrer de 1980 a les instal·lacions de Lake Placid.

## Comitès participants
Hi participaren un total de 128 patinadors, entre ells 74 homes i 54 dones, de 20 comitès nacionals diferents.
| - Austràlia (2) - Canadà (8) - Corea del Sud (5) - Estats Units (11) - Finlàndia (4) - França (1) - Itàlia (3) |  | - Japó (8) - Mongòlia (2) - Noruega (11) - Països Baixos (9) - Polònia (2) - RDA (9) - RFA (4) |  | - Regne Unit (6) - Romania (3) - Suècia (9) - Suïssa (1) - Unió Soviètica (16) - R.P. de la Xina (13) |

## Resum de medalles

### Categoria masculina
| Prova             | Or          | Argent           | Bronze           |
| 500 m. detalls    | Eric Heiden | Yevgeny Kulikov  | Lieuwe de Boer   |
| 1.000 m. detalls  | Eric Heiden | Gaétan Boucher   | Vladimir Lobanov |
| 1.000 m. detalls  | Eric Heiden | Gaétan Boucher   | Frode Rønning    |
| 1.500 m. detalls  | Eric Heiden | Kay Stenshjemmet | Terje Andersen   |
| 5.000 m. detalls  | Eric Heiden | Kay Stenshjemmet | Tom Erik Oxholm  |
| 10.000 m. detalls | Eric Heiden | Piet Kleine      | Tom Erik Oxholm  |

### Categoria femenina
| Prova            | Or                 | Argent        | Bronze             |
| 500 m. detalls   | Karin Enke         | Leah Poulos   | Natalya Petrusyova |
| 1.000 m. detalls | Natalya Petrusyova | Leah Poulos   | Silvia Albrecht    |
| 1.500 m. detalls | Annie Borckink     | Ria Visser    | Sabine Becker      |
| 3.000 m. detalls | Bjørg Eva Jensen   | Sabine Becker | Beth Heiden        |

## Medaller
| Posició | País           | Or | Argent | Bronze | Total |
| 1       | Estats Units   | 5  | 2      | 1      | 8     |
| 2       | Noruega        | 1  | 2      | 4      | 7     |
| 3       | Països Baixos  | 1  | 2      | 1      | 4     |
| 4       | RDA            | 1  | 1      | 2      | 4     |
| 4       | Unió Soviètica | 1  | 1      | 2      | 4     |
| 6       | Canadà         | 0  | 1      | 0      | 1     |
|         |                |    |        |        |       |
| Total   | Total          | 9  | 9      | 10     | 28    |